# Antirhea edanoi
Antirhea edanoi är en måreväxtart som beskrevs av Shu Miaw Chaw. Antirhea edanoi ingår i släktet Antirhea och familjen måreväxter. Inga underarter finns listade i Catalogue of Life.